# Meyssiez
Meyssièz è un comune francese di 606 abitanti situato nel dipartimento dell'Isère della regione dell'Alvernia-Rodano-Alpi.
Il 7 novembre 2013 ha cambiato nome da Meyssiès a Meyssièz.

## Società

### Evoluzione demografica
Abitanti censiti